# Alexa Meade
Alexa Meade (Washington, 1986. szeptember 3. –) amerikai művész.
Installációiról ismert, melyekben hús-vér embereket alakít át egy általa kifejlesztett technikával kétdimenziós portrékká. Jelenleg az Irvine Contemporary által képviselt művész.

## Munkaelve
2009 diplomázott a Vassar College (New York) politikai tudományok szakán. Részt vett Obama kampányában. Ekkor fogalmazódott meg benne művészi munkájának alapelve: „látni valamit nem jelenti feltétlenül el is hinni.” Installációit nézve az ember egy kétdimenziós képet vél látni, mindez azonban csak egy illúzió, valójában egy háromdimenziós jelenetet látunk. Alexa Meade sosem járt művészeti iskolába, és nem vett festészeti magánórákat.  Az ötlet 2008 augusztusában pattant ki a fejéből. Célja az volt, hogy az árnyékokat felfesse a tárgyak felületére. 9 hónap kísérletezést követően megszületett munkájának végleges formája, a továbbiakban csak a technikát tökéletesítette.

## Technikája

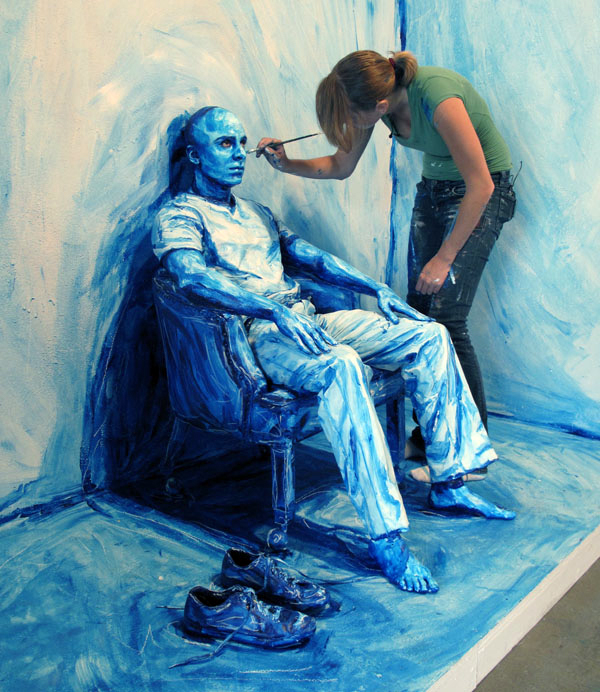

Technikájának lényege, hogy embereket, tárgyakat és felületeket oly módon fest be akrilfestékkel, hogy ezek kétdimenziósnak tűnjenek. Az így készült installáció megtekinthető a kiállításokon, valamint a művész le is fényképezi munkáit. Egy mű elkészítéséhez szükséges idő a beállítás komplexitásától függ. Egy egyszerűbb beállítás pár órás munkát igényel, míg például egy egész testes megjelenítés több időt vesz igénybe. A legnagyobb kihívás Alexa Meade szerint az, hogy a festés és a fénykép egy nap alatt kell elkészüljön. „Ez nem olyan, hogy hazaküldhetem a modellt festékkel borítva, és azt mondom, viszlát holnap.”  Egyéni elképzelésének köszönhetően a portrénak egy új értelmet adott, ami nem könnyű feladat, mint azt a New York-i Postmaster Galéria tulajdonosa, Magdalena Sawon is mondta: „A portré az a valami, ami 3000 éve létezik – ebben a műfajban nem könnyű előrelépni.”